# Neil Brooks
Neil Brooks (* 27. Juli 1962 in Crewe, England) ist ein ehemaliger australischer Schwimmer. Er gewann bei Olympischen Spielen je eine Gold-, Silber- und Bronzemedaille. Bei Commonwealth Games erschwamm er vier Goldmedaillen und eine Silbermedaille.

## Karriere
Der in England geborene Neil Brooks kam im Alter von vier Jahren mit seiner Familie nach Australien. 1976 nahm er erstmals an australischen Meisterschaften teil, 1978 gewann der Freistil-Spezialist seine erste Medaille. 1980 qualifizierte er sich als Zweiter über 100 Meter Freistil hinter Mark Tonelli für die australische Olympiamannschaft.
Zunächst wurde bei den olympischen Schwimmwettbewerben 1980 in Moskau die 4-mal-100-Meter-Lagenstaffel ausgetragen. Mit der schnellsten Vorlaufzeit erreichte die sowjetische Staffel das Finale vor der australischen Staffel, für die im Vorlauf Glenn Patching, Peter Evans, Mark Tonelli und Neil Brooks antraten. Im Finale schwammen für die Sowjetunion vier Schwimmer, die im Vorlauf nicht dabei waren. Bei den Australiern wurde lediglich Mark Kerry für Glenn Patching eingewechselt. Im Endlauf siegten die Australier mit 0,22 Sekunden Vorsprung vor der sowjetischen Staffel, nachdem Brooks mit 0,81 Sekunden Rückstand übernommen hatte. Die britische Staffel erhielt die Bronzemedaille. Zwei Tage später belegte Brooks den 14. Platz über 100 Meter Freistil.
Nach den Olympischen Spielen musste Brooks das Australian Institute of Sport aus disziplinarischen Gründen verlassen. Der 1,98 m große Brooks wechselte in die Vereinigten Staaten an die University of Arkansas und studierte dort Journalismus. Bei den Commonwealth Games 1982 in Brisbane siegte er über 100 Meter Freistil vor seinen Landsleuten Gregory Fasala und Michael William Delany. Die 4-mal-100-Meter-Freistilstaffel mit Graeme Brewer, Delany, Fasala und Brooks siegte mit fast drei Sekunden Vorsprung vor den Engländern. Etwas knapper war das Rennen in der 4-mal-100-Meter-Lagenstaffel, in der David Orbell, Peter Evans, Jon Sieben und Neil Brooks nur 0,91 Sekunden Vorsprung auf die englische Staffel hatten. Neil Brooks schwamm auch im Vorlauf der 4-mal-200-Meter-Freistilstaffel, war aber im für Australien siegreichen Finale nicht dabei.
1984 bei den Olympischen Spielen in Los Angeles wurde zunächst die 4-mal-100-Meter-Freistilstaffel ausgetragen. Fasala, Brooks, Delany und Mark Stockwell schlugen als Zweite hinter der Staffel aus den Vereinigten Staaten an und erhielten die Silbermedaille. Die australische Lagenstaffel erreichte in der Besetzung Mark Kerry, Peter Evans, Jon Sieben und Neil Brooks das Finale mit der schnellsten Zeit der Vorläufe. Im Finale lag die australische Staffel nach Kerry und Evans mit einer halben Sekunde Rückstand auf die Kanadier auf dem dritten Platz. Glenn Buchanan auf der Schmetterlingslage verlor 67 Hundertstelsekunden auf die Kanadier. Auf der Schlussstrecke schwammen Rowdy Gaines aus den Vereinigten Staaten und Mark Stockwell zeitgleich am schnellsten. Die US-Staffel siegte mit fast vier Sekunden Vorsprung vor den Kanadiern, zwei Hundertstelsekunden hinter den Kanadiern schlugen die Australier an und bekamen die Bronzemedaille. Im Gegensatz zu 1980 erhielten 1984 erstmals auch die nur im Vorlauf eingesetzten Schwimmer eine Medaille.
Bei den Commonwealth Games 1986 erschwamm Neil Brooks die Silbermedaille über 100 Meter Freistil hinter Gregory Fasala. Die 4-mal-100-Meter-Freistilstaffel mit Matthew Renshaw, Mark Stockwell, Neil Brooks und Gregory Fasala gewann vor den Kanadiern. Zum Abschluss seiner Karriere nahm Brooks an den Schwimmweltmeisterschaften 1986 teil und belegte den zehnten Platz über 100 Meter Freistil.
Nach seiner Leistungssportkarriere arbeitete Brooks beim Fernsehen. Er kommentierte Sportsendungen beim Sender Seven Network und berichtete von den Olympischen Sommerspielen 1988, 1992 und 1996. 1998 berichtete er von den Wettbewerben im Alpinen Skilauf bei den Winterspielen in Nagano. Außerdem moderierte er verschiedene Shows. Ende der 1990er Jahre fiel er mehrfach durch betrunkene Auftritte auf, wurde 1999 für sechs Wochen suspendiert und 2000 entlassen. Im gleichen Jahr ging Brooks in Konkurs, nachdem er Bankraten nicht bedient hatte. In den 2000er Jahren versuchte er sich an einer Zeitung und bei einer Getränkefirma.